# Antho granditoxa
Antho granditoxa är en svampdjursart som beskrevs av Picton och Goodwin 2007. Antho granditoxa ingår i släktet Antho och familjen Microcionidae. Inga underarter finns listade i Catalogue of Life.